# 악마의 키스
악마의 키스(The Hunger)는 1983년 개봉한 영국의 공포 영화이다.

## 캐스팅
- 카트린느 드뇌브 - Miriam Blaylock
- 데이비드 보위 - John
- 수전 서랜던 - Sarah Roberts
- 클리프 드 영 - Tom Haver

## 같이 보기
- 셀룰로이드 클로지트